# Папский совет по содействию новой евангелизации
Папский Совет по содействию Новой Евангелизации (лат. Pontificium Consilium ad Novam Evangelizationem Fovendam) — бывшая дикастерия Римской Курии. Его создание было объявлено папой римским Бенедиктом XVI 28 июня 2010 года. Упразднён 5 июня 2022 года введением апостольской конституции «Praedicate Evangelium» путём слияния Совета с Конгрегацией евангелизации народов в Дикастерию по евангелизации.
Папа римский Бенедикт XVI говорил об этом ведомстве во время вечерни 28 июня 2010 года, в канун праздника Святых Петра и Павла. Во время вечерни он сказал, что «процесс секуляризации вызвали серьёзный кризис смысла христианской веры и роли Церкви». Новый Папский Совет, он сказал, «будет содействовать возобновленной евангелизации» в странах, где Церковь долго существовала «но которые живут прогрессирующей секуляриацией общества и своего рода „затмением смысла Бога“». 30 июня 2010 года папа римский Бенедикт XVI назначил архиепископа Сальваторе Физикеллу его первым председателем. Он ранее служил председателем Папской Академии Жизни.

## История
Идея для Совета по Новой Евангелизации была впервые пущена в ход священником Луиджи Джуссани, основателем католического движения Comunione e Liberazione, в начале 1980-х, но не была принята папой римским Иоанном Павлом II. Ранее, патриарх Венеции кардинал Анджело Скола, представил идею Бенедикту XVI.
Термин «Новая Евангелизация» популяризировал папа римский Иоанн Павел II, который использовал его, чтобы обратиться с усилиями, для того чтобы повторно пробудить веру в традиционно христианских частях мира, особенно в Европе. Идея состояла в том, что, в то время как развитый Запад был первым «евангелизирован» или обращён ко христианству, много столетий назад, сегодня ему требуется потребность «новой евангелизации».

## Председатели Папского Совета по содействию Новой Евангелизации
- Сальваторе Физикелла — (30 июня 2010 — 5 июня 2022).